# ЯМЗ-650
ЯМЗ-650 — семейство тяжёлых рядных 6-цилиндровых дизельных двигателей рабочим объёмом 11,12 л производства ОАО «Автодизель» (Ярославский моторный завод), входящего в состав «Группы ГАЗ».
В 2007 году «Группа ГАЗ» начала серийную сборку тяжёлых рядных дизельных двигателей семейства ЯМЗ-650 по технологической лицензии компании Renault Trucks (DCi11). В качестве основной была взята производственная площадка ОАО «Автодизель» в Тутаеве, где разместилась современная сборочная линия.

## Характеристики
ЯМЗ-650 является лицензионной версией двигателя Renault dCi 11. Производится серийно на площадке ЯМЗ в городе Тутаеве с 2012 года.
Двигатели соответствуют требованиям Евро-3 (ЯМЗ-650), Евро-4 (ЯМЗ-651) и Евро-5 (ЯМЗ-653).
- Количество цилиндров: 6;
- Количество клапанов: 12;
- Диаметр цилиндра: 123 мм;
- Ход поршня: 156 мм;
- Рабочий объём: 11.120 см3;
- Мощность: 311—412 л. с.[7]

## Изменения
- ЯМЗ-650.10[8], ЯМЗ-6501.10, ЯМЗ-6502.10 — Евро-3[9];
- ЯМЗ-651, ЯМЗ-6511 — Евро-4[10];
- ЯМЗ-652[11], ЯМЗ-6521[12] — соответствуют Правилам ЕЭК ООН No 96-02[13][14];
- ЯМЗ-653, ЯМЗ-6531 — Евро-5[15][16];
- ЯМЗ-658[17], ЯМЗ-6581[18][19][20] — Евро-3[21] и Евро-4[22].

## Продукция
- КрАЗ С20.2
- КрАЗ Н23.2
- МАЗ-5440
- МАЗ-6430
- Урал-6370[23]
- Урал-63685